# Dante Basco
Dante Basco (Pittsburg, 29 agosto 1975) è un attore, doppiatore, poeta e ballerino statunitense di origini filippine.

## Biografia
Noto al grande pubblico per aver interpretato nel film Hook - Capitan Uncino del 1991 di Steven Spielberg, Rufio, il leader dei Bimbi Sperduti, al fianco di Robin Williams e Dustin Hoffman, è noto anche per aver dato la voce a Zuko nella serie animata Avatar - La leggenda di Aang, in Italia andato in onda sul canale Nickelodeon. Ha anche interpretato Bat nel film del 1995 Il ritorno di Kenshiro, che prende spunto dal celebre fumetto Ken il guerriero.
Nel 2006 ha interpretato nel film Ti va di ballare? di Liz Friedlander con Antonio Banderas un ragazzo non altolocato in un mix di ballo classico e moderno.

## Filmografia parziale

### Attore

#### Cinema
- Hook - Capitan Uncino (Hook), regia di Steven Spielberg (1991)
- Arma perfetta (The Perfect Weapon), regia di Mark DiSalle (1991)
- Il ritorno di Kenshiro (Fist of the North Star), regia di Tony Randel (1995)
- Gonne al bivio (But I'm a Cheerleader), regia di Jamie Babbit (1999)
- Biker Boyz, regia di Reggie Rock Bytherwood (2003)
- Fidanzata in prestito (Love Don't Cost a Thing), regia di Troy Beyer (2003)
- Ti va di ballare? (Take the Lead), regia di Liz Friedlander (2006)
- Blood and Bone, regia di Ben Ramsey (2009)
- Jarhead 3 - Sotto assedio (Jarhead 3: The Siege), regia di William Kaufman (2016)

#### Televisione
- Autostop per il cielo (Highway to Heaven) – serie TV, episodio 5x09 (1989)
- Willy, il principe di Bel-Air (The Fresh Prince of Bel-Air) – serie TV, episodio 5x23 (1995)
- CSI: Miami – serie TV, episodio 9x08 (2010)
- Hawaii Five-0 – serie TV, episodio 2x14 (2012)

### Doppiatore

#### Serie animate
- American Dragon: Jake Long, regia di Jeff Goode (2005-2007)
- Avatar - La leggenda di Aang (Avatar: The Last Airbender), regia di Giancarlo Volpe, Lauren MacMullan, Dave Filoni (2005-2008)

#### Videogiochi
- Scarface: The World Is Yours (2006)

## Doppiatori italiani
Nelle versioni in italiano delle opere in cui ha recitato, Dante Basco è stato doppiato da:
- Corrado Conforti in Hook - Capitan Uncino
- Gabriele Patriarca ne Il ritorno di Kenshiro
- Stefano Crescentini in Ti va di ballare?
- Fabrizio Manfredi in Blood and Bone
- Paolo Vivio in CSI: Miami
- Daniele Raffaeli in Hawaii Five-0

Da doppiatore è stato sostituito da:
- Gabriele Patriarca in American Dragon: Jake Long
- Stefano Crescentini in Avatar - La leggenda di Aang
- Lorenzo Crisci in Monster Hunter - Legends of the Guild